# Йосиповка (Барановский район)
Йо́сиповка (укр. Йосипівка) — село на Украине, основано в 1601 году, находится в Барановском районе Житомирской области.
Код КОАТУУ — 1820682601. Население по переписи 2001 года составляет 337 человек. Почтовый индекс — 12737. Телефонный код — 4144. Занимает площадь 10,983 км².

## История
В 1946 году указом ПВС УССР село Юзефовка переименовано в Йосиповка.

## Адрес местного совета
12737, Житомирская область, Барановский р-н, с. Йосиповка